# Горан Радоњић
Горан Радоњић (18. фебруар 1983) црногорски је кик-боксер тешке категорије из Подгорице. Капитен је црногорског кик-бокс тима. Радоњић је проглашен за најбољег професионалног црногорског кик-боксера 2011. године од стране црногорског управног савеза.

## Биографија и каријера
У Орхусу, Данска, 8. марта 2008. године Радоњић је постао међународни шампион тајландског бокса, након пет рунди. У фебруару 2012. године победио је Френка Муњоза, у светском Гран-прију. Победио је Фикрија Амезиана 20. октобра 2012. године. Због повреде се повукао. Заменио га је Разван Гица, који га је победио у полуфиналу.

## Титуле
Професионално
- Првак Европе у тешкој категорији 2008. године, 94+ кг
- Светско првенство 2007. године[7]

Аматер
- Европско првенство у Баку, Азербејџан, 2010. године  91+ кг
- Светско првенство у Филаху, Аустрија, 2009. године  91+ кг
- Осми Опен у Бихаћу, Босна и Херцеговина, 2007. године  91+ кг[8]
- Европска лига Чемпионшип у Скопљу, Северна Македонија, 2006. године  91+ кг
- Два пута освајач светског купа.

## Кик-бокс архива
Напомена:       Победа      Пораз      Нерешено      Белешке